# Fuggereimuseum

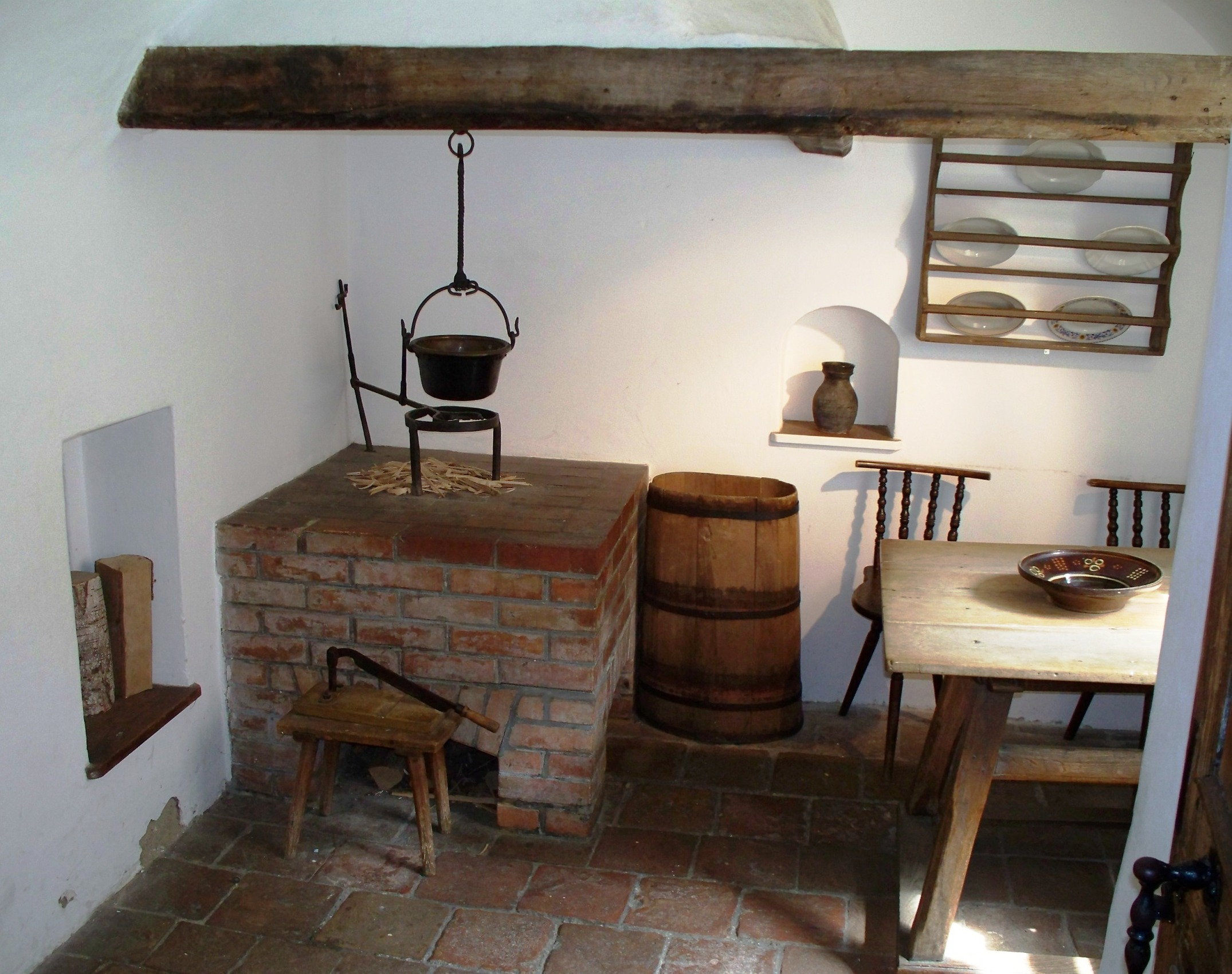
Historische Küche im Fuggereimuseum (Haus Nr. 13)

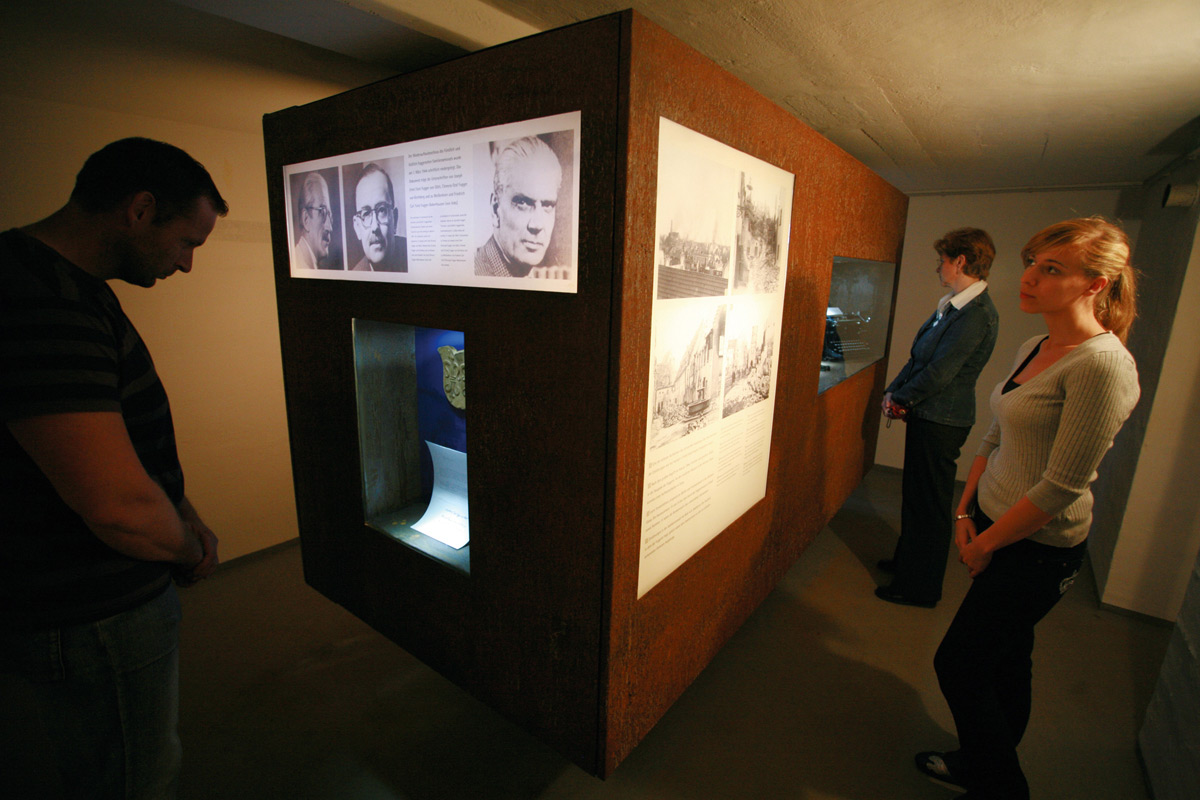
Der Weltkriegsbunker ist seit 2008 Teil des Fuggereimuseums.

Das Fuggereimuseum befasst sich mit der Geschichte der Augsburger Fuggerei. Es wurde im Jahre 1957 gegründet und befindet sich in der Mittleren Gasse 13 und 14. Neben einer Dauerausstellung beherbergt es eine historische Museumswohnung, die das Leben und Wohnen in der Fuggerei zur Zeit des frühen 19. Jahrhunderts zeigt sowie eine moderne Schauwohnung. Dem Museum angeschlossen ist seit 2008 auch ein Weltkriegsbunker.
Der Besuch des Museums ist im Eintrittspreis für die Fuggerei (der am einzigen für Besucher geöffneten Stadttor, dem Ochsentor, erhoben wird) inbegriffen.

## Ausstellung
Das Museum wurde im letzten original erhaltenen Wohnhaus der Fuggerei eingerichtet und gliedert sich in zwei Bereiche: In drei Räumen, die im Stil des 18. Jahrhunderts möbliert wurden, lässt sich ein Eindruck vom ursprünglichen Leben in der Fuggerei gewinnen – für Interessenten am heutigen Lebensstil gibt es daneben in einem anderen Gebäude eine eigene „Schauwohnung“.
In einem 2006 erheblich erweiterten und modernisierten didaktischen Bereich wird mit Filmen, Text- und Bildtafeln sowie diversen Exponaten die Geschichte der Fuggerei und der Familie Fugger näher beleuchtet. Daneben weisen unabhängig vom Museum im Außenbereich Informationstafeln auf historische oder bauliche Details einiger Gebäude hin.
Im Jahr 2008 entstand außerdem das Museum „Weltkriegsbunker in der Fuggerei“. In diesem erhaltenen Luftschutzbunker von 1943 werden die Entstehungsgeschichte des Bauwerks, die Augsburger Bombennacht vom 25. auf den 26. Februar 1944, die Wiederaufbaujahre und die Erweiterung der Fuggerei bis 1973 dokumentiert.